# Geografia econômica
Geografia econômica (português brasileiro) ou geografia económica (português europeu) é o subcampo da geografia humana que estuda a atividade econômica e os fatores que a afetam. Também pode ser considerado um subcampo ou método em economia. Existem quatro ramos da geografia econômica. É o estudo da localização, distribuição e organização espacial das atividades econômicas na Terra. A geografia econômica está focada na: localização de indústrias e atividades comerciais no atacado e varejo; em rotas comerciais e de transporte; e nas mudanças de valor do mercado imobiliário. 
A geografia econômica adota uma variedade de abordagens para muitos tópicos diferentes, incluindo a localização das indústrias, economias de aglomeração, transporte, comércio internacional, desenvolvimento, globalização, a relação entre o meio ambiente e a economia,  vinculando-se a uma longa história de geógrafos estudando a interação cultura-ambiente, e a  economia da forma urbana, economias étnicas, economias de gênero, gentrificação, imóveis e outros temas correlatos.  Estudos em geografia econômica podem abranger tópicos como transporte, agricultura, localização industrial, comércio internacional, e a organização espacial e funções das atividades de negociação. 

## Abordagens de estudo
A economia de uma área geográfica pode ser influenciada pelo clima, pela geologia, e pelos fatores político-sociais. A Geologia pode afetar a disponibilidade de recursos, o custo de transporte e as decisões sobre o uso da terra. O clima pode influenciar a disponibilidade de recursos naturais (particularmente os produtos agrícolas e florestais), e as condições de trabalho e produtividade. As instituições político-sociais que são únicas para uma região têm, também, impacto nas decisões econômicas. 
Os pesquisadores em geografia econômica focam seus estudos em aspetos espaciais das atividades econômicas em várias escalas. A distância da cidade (ou Distrito Central de Negócios) como um mercado com demanda para diversos produtos tem papel significativo nas decisões econômicas das empresas, enquanto outros fatores como acesso ao mar (portos marítimos), ou a presença de matéria prima como petróleo afetam as condições econômicas dos países. Singapura, por exemplo, ocupa uma posição chave como um porto marítimo, enquanto a riqueza da Arábia Saudita depende em praticamente tudo do petróleo.
No mundo atual a localização, distribuição e carácter das atividades econômicas é muito influenciada pela globalização. Os estados e suas fronteiras representam papéis menos significativos, já que muitos países tendem a eliminar os efeitos das divisões territoriais e estreitar acordos de cooperação mutua com outros países em regiões adjacentes. Um exemplo importante e bastante conhecido mundialmente é a União Europeia. Além desta, existem também o Mercosul, na América Latina.
Como a geografia económica é uma disciplina muito ampla, com os geógrafos económicos a utilizar muitas metodologias diferentes no estudo dos fenómenos económicos no mundo, algumas abordagens distintas de estudo evoluíram ao longo do tempo :
- Geografia econômica teórica concentra-se na construção de teorias sobre arranjo espacial e distribuição de atividades econômicas.
- A geografia econômica regional examina as condições econômicas de determinadas regiões ou países do mundo. Ele trata da regionalização e do desenvolvimento econômico local.
- Geografia econômica histórica examina a história e o desenvolvimento da estrutura econômica espacial. Utilizando dados históricos, examina como os centros populacionais e a atividade económica mudam, que padrões de especialização regional e localização evoluem ao longo do tempo e que fatores explicam essas mudanças.
- A geografia econômica evolucionária adota uma abordagem evolucionária da economia geografia. Mais especificamente, a Geografia Económica Evolutiva utiliza conceitos e ideias da economia evolutiva para compreender a evolução das cidades, regiões e outros sistemas económicos.
- A geografia econômica crítica é uma abordagem tomada do ponto de vista da geografia crítica e sua filosofia.
- Geografia econômicacomportamental examina os processos cognitivos subjacentes ao raciocínio espacial, à tomada de decisões de localização e ao comportamento das empresas e indivíduos. [3]

A geografia econômica é por vezes abordada como um ramo da antropogeografia que se centra nos sistemas regionais de actividade económica humana. Uma descrição alternativa de diferentes abordagens ao estudo da actividade económica humana pode ser organizada em torno da análise espaço-temporal, da análise da produção/consumo de itens económicos e da análise do fluxo económico. Os sistemas espaço-temporais de análise incluem atividades econômicas da região, espaços sociais mistos e desenvolvimento. Alternativamente, a análise pode centrar-se na produção, troca, distribuição e consumo de itens da actividade económica. Permitindo que os parâmetros de espaço-tempo e item variem, um geógrafo também pode examinar o fluxo de materiais, o fluxo de mercadorias, o fluxo populacional e o fluxo de informações de diferentes partes do sistema de atividade económica. Através da análise do fluxo e da produção, as áreas industriais, as áreas residenciais rurais e urbanas, os locais de transporte, as instalações de serviços comerciais e as finanças e outros centros económicos estão ligados entre si num sistema de atividade económica. 

## História, antecedentes teóricos e influência
Existem abordagens metodológicas variadas. Os teóricos neoclássicos da localização, seguindo a tradição de Alfred Weber, tendem a focar na localização industrial e usar métodos quantitativos. Desde a década de 1970, duas amplas reações contra as abordagens neoclássicas mudaram significativamente a disciplina: a economia política marxista, que surgiu do trabalho de David Harvey; e a nova geografia económica que tem em conta factores sociais, culturais e institucionais na economia espacial. Economistas como Paul Krugman e Jeffrey Sachs também analisou muitas características relacionadas à geografia econômica. Krugman chamou sua aplicação do pensamento espacial à teoria do comércio internacional de "nova geografia econômica", que compete diretamente com uma abordagem dentro da disciplina da geografia que é também chamada de "nova geografia econômica". O nome economia geográfica foi sugerido como alternativa. 
As primeiras abordagens à geografia econômica são encontradas nos sete mapas chineses do Estado de Qin, que datam do século IV aC, e na Geographika do geógrafo grego Estrabão, compilada há quase 2.000 anos. À medida que a cartografia se desenvolveu, os geógrafos iluminaram muitos aspectos usados hoje na área; mapas criados por diferentes potências europeias descreviam os recursos prováveis de serem encontrados em territórios americanos, africanos e asiáticos. Os primeiros diários de viagem incluíam descrições dos povos nativos, do clima, da paisagem e da produtividade de vários locais. Estes primeiros relatos encorajaram o desenvolvimento de padrões de comércio transcontinental e inauguraram a era do mercantilismo. 
Lindley M. Keasbey escreveu em 1901 que não existia nenhuma disciplina de geografia econômica, com estudiosos fazendo geografia ou economia. Keasbey defendeu uma disciplina de geografia econômica, escrita: "Por um lado, as atividades econômicas do homem são determinadas desde o início pelos fenómenos da natureza; e, por outro lado, os fenómenos da natureza são posteriormente modificados pelas atividades econômicas do homem. Sendo este o caso, para iniciar as deduções da economia, são necessárias as induções da geografia; e para continuar as induções da geografia, são necessárias as deduções da economia. Logicamente, portanto, a economia é impossível sem a geografia, e a geografia é incompleta sem a economia." 
A Segunda Guerra Mundial contribuiu para a popularização do conhecimento geográfico em geral, e a recuperação económica e o desenvolvimento do pós-guerra contribuíram para o crescimento da geografia económica como disciplina. Durante a época de popularidade do determinismo ambiental, Ellsworth Huntington e sua teoria do determinismo climático, embora mais tarde muito criticada, influenciaram notavelmente o campo. Contribuições valiosas também vieram de teóricos da localização como Johann Heinrich von Thünen ou Alfred Weber. Outras teorias influentes incluem a teoria do lugar central de Walter Christaller, a teoria do núcleo e da periferia. 
O artigo de Fred K. Schaefer "Exceptionalism in geography: A Methodological Examination" (Exceptionalismo na Geografia: um exame metodológico), publicado na revista americana “Anais da Associação Americana de Geografia” e sua crítica ao regionalismo, tiveram grande impacto na área: o artigo tornou-se um ponto de encontro para a geração mais jovem de geógrafos econômicos que pretendiam reinventar a disciplina como ciência, e os métodos quantitativos começaram a prevalecer na investigação. Geógrafos econômicos conhecidos deste período incluem William Garrison, Brian Berry, Waldo Tobler, Peter Haggett e William Bunge.  Os geógrafos econômicos contemporâneos tendem a se especializar em áreas como teoria da localização e análise espacial (com a ajuda de sistemas de informação geográfica), pesquisa de mercado, geografia dos transportes, avaliação de preços imobiliários, desenvolvimento regional e global, planejamento, geografia da Internet, inovação e redes sociais. 

## O estudo e suas subdivisões
A Geografia Econômica Teórica desempenha um papel fundamental ao se debruçar sobre a construção de teorias que elucidam os intricados arranjos espaciais e a distribuição das atividades econômicas. Ela busca compreender as dinâmicas subjacentes que moldam a geografia econômica, analisando como fatores como localização, recursos e interações sociais influenciam a organização e a evolução das atividades produtivas.  Por sua vez, a Geografia Econômica Histórica aprofunda nossa compreensão ao explorar a narrativa passada e o desenvolvimento temporal da estrutura econômica em diversos contextos espaciais. Ao examinar as transformações ao longo do tempo, essa abordagem proporciona insights valiosos sobre as raízes históricas das disparidades econômicas, as influências de eventos significativos e as mudanças estruturais que moldaram as geografias econômicas atuais. 
A Geografia Econômica Regional desempenha um papel crucial ao focar nas condições econômicas específicas de determinadas regiões ou países. Além de abordar as particularidades locais, essa disciplina engloba o estudo do processo de regionalização econômica, compreendendo como as áreas geográficas se diferenciam em termos de atividades econômicas, recursos e padrões de desenvolvimento. Ao explorar essas nuances, a Geografia Econômica Regional fornece insights valiosos para a formulação de políticas e estratégias econômicas que consideram as características distintivas de cada região. 
A geografia econômica pode ser sub-dividida nas seguintes disciplinas: 
- Geografia agrária;
- Geografia Industrial;
- Geografia dos Serviços;
- Geografia dos Transportes;
- outros. [11]

Tematicamente, a geografia econômica pode ser dividida nestas subdisciplinas: 
- Geografia da agricultura: É tradicionalmente considerado o ramo da geografia económica que investiga as partes da superfície da Terra que são transformadas pelo homem através de atividades do setor primário. Assim, concentra-se nas estruturas das paisagens agrícolas e questiona os processos que levam a esses padrões espaciais. Embora a maior parte da investigação nesta área se concentre mais na produção do que no consumo, pode ser feita uma distinção entre investigação nomotética (por exemplo, distribuição de padrões e processos agrícolas espaciais) e idiográfica (por exemplo, interacção homem-ambiente e formação de paisagens agrícolas). A última abordagem da geografia agrícola é frequentemente aplicada na geografia regional.
- A Geografia da Indústria constitui um ramo vital da disciplina, dedicando-se a analisar a distribuição espacial das atividades industriais. Essa subárea busca compreender os fatores que influenciam a localização de indústrias, considerando aspectos como disponibilidade de recursos naturais, mão de obra, infraestrutura e políticas governamentais. Ao explorar os padrões de concentração industrial e as mudanças ao longo do tempo, a Geografia da Indústria oferece insights cruciais para a compreensão das dinâmicas econômicas globais e regionais.
- A Geografia do Comércio Internacional concentra-se na análise dos padrões e fluxos de comércio entre diferentes regiões e países. Examina os fatores que influenciam as trocas comerciais, como vantagens comparativas, barreiras comerciais, acordos internacionais e desenvolvimento de infraestrutura logística. Essa área de estudo é essencial para compreender as interconexões econômicas globais, os impactos das políticas comerciais e as dinâmicas que moldam o comércio internacional contemporâneo.
- A Geografia dos Recursos explora a distribuição espacial dos recursos naturais, analisando como fatores geográficos afetam a exploração, gestão e distribuição de recursos como minerais, energia, água e terras agrícolas. Ao considerar as implicações ambientais, sociais e econômicas da utilização de recursos, essa subárea contribui para o desenvolvimento de estratégias sustentáveis e para a compreensão dos desafios relacionados à gestão de recursos em escala global.
- A Geografia dos Transportes e Comunicação se dedica ao estudo das infraestruturas de transporte e sistemas de comunicação, analisando como esses elementos influenciam a conectividade e a acessibilidade entre diferentes áreas geográficas. Examina a evolução de redes de transporte, como estradas, ferrovias, portos e aeroportos, assim como os avanços nas tecnologias de comunicação. Essa abordagem é crucial para entender as dinâmicas de mobilidade, comércio e interação social em uma escala globalizada.
- A Geografia das Finanças se volta para a análise da distribuição espacial de instituições financeiras, mercados e transações econômicas. Examina como fatores geográficos e urbanos influenciam a concentração de atividades financeiras, como bolsas de valores, bancos e centros financeiros. Essa subárea proporciona insights sobre as relações entre geografia, economia e sistemas financeiros, contribuindo para a compreensão das complexidades do sistema financeiro global.  [11]

Essas áreas de estudo podem se sobrepor a outras ciências geográficas. 
Ellsworth Huntington, professor do Departamento de Economia da Universidade de Yale no começo do século XX, notou que regiões frias como os Estados Unidos, as Ilhas Britânicas, Europa e Japão tinham uma performance econômica superior à de países tropicais, fenômeno ao qual chamou de "paradoxo tropical". Huntington associava as diferenças de performance às diferenças climáticas. Muitos economistas ficaram inconformados com esta ideia. De acordo com Huntington, a influência do clima na performance econômica também podia ser verificada nas estruturas políticas. Estados tropicais tendem a ter uma história política instável. Outros fatores que afetam a performance econômica deste modelo é o acesso ao oceano e a presença de materiais raros como o petróleo. Singapura, por exemplo, ocupa uma posição chave como entreposto marítimo, enquanto a riqueza da Arábia Saudita depende inteiramente do Petróleo. 
François Perroux, em 1950, propõe uma reflexão sobre o espaço econômico. Estabelece uma estrutura onde o primeiro nível é composto pelas realidades físicas; o segundo trata da sociedade e da economia, fala das empresas e destaca a existência de redes; o terceiro é psicológico: os homens se projetam mentalmente no futuro, as empresas elaboram projetos, a região não é somente uma realidade presente. Perroux é quem introduz a dimensão psicológica. 

### Economistas e geógrafos econômicos
Geralmente, economistas interessados espacialmente estudam os efeitos do espaço na economia. Os geógrafos, por outro lado, estão interessados nos processos econômicos e o impacto nas estruturas espaciais. Além disso, economistas e geógrafos económicos diferem nos seus métodos de abordagem dos problemas económicos espaciais de várias maneiras. Um geógrafo econômico adotará frequentemente uma abordagem mais holística à análise dos fenómenos económicos, que consiste em conceptualizar um problema em termos de espaço, lugar e escala, bem como o problema económico evidente que está a ser examinado. A abordagem economista, de acordo com alguns geógrafos econômicos, tem a principal desvantagem de homogeneizar o mundo econômico de uma forma que os geógrafos económicos tentam evitar. 

## Variação por setor
As indústrias têm diferentes padrões de geografia económica. As indústrias extractivas tendem a concentrar-se em torno dos seus recursos naturais específicos. Na Noruega, por exemplo, a maioria dos empregos na indústria petrolífera ocorre num único distrito eleitoral. As indústrias são concentradas geograficamente se não precisarem estar próximas de seus clientes finais, como a concentração da indústria automotiva em Detroit, EUA. A agricultura também tende a ser concentrada. Os setores são geograficamente difusos se precisarem estar próximos de seus clientes finais, como cabeleireiros, restaurantes e o indústria hoteleira. 

## Nova geografia econômica
Com a ascensão da Nova Economia, as desigualdades econômicas amentam no espaço geográfico. A Nova Economia, geralmente caracterizada pela globalização, pelo uso crescente das tecnologias de informação e comunicação, pelo crescimento dos bens de conhecimento e pela feminização, permitiu aos geógrafos económicos estudar as divisões sociais e espaciais causadas pela crescente Nova Economia, incluindo a emergente exclusão digital. As novas geografias econômicas consistem principalmente em sectores da economia baseados em serviços que utilizam tecnologia inovadora, tais como indústrias onde as pessoas dependem de computadores e da Internet. Dentro destes está uma mudança das economias baseadas na indústria para a economia digital. Nestes setores, a concorrência torna robustas as mudanças tecnológicas. Estes sectores de alta tecnologia dependem fortemente de relações interpessoais e de confiança, uma vez que o desenvolvimento de coisas como software é muito diferente de outros tipos de produção industrial – requer níveis intensos de cooperação entre muitas pessoas diferentes, bem como a utilização de conhecimento tácito. Como a cooperação se tornou uma necessidade, há uma aglomeração de muitas empresas na nova economia de alta tecnologia. 

### Divisões sociais e espaciais
Conforme caracterizado pelo trabalho de Diane Perrons, na literatura anglo-americana, a Nova Economia consiste em dois tipos distintos. A Nova Geografia Económica 1 (NEG1) é caracterizada por uma modelização espacial sofisticada. Procura explicar o desenvolvimento desigual e a emergência de clusters industriais. Fá-lo através da exploração de ligações entre forças centrípetas e centrífugas, especialmente aquelas de economias de escala. 
A Nova Geografia Económica 2 (NEG2) também procura explicar a emergência aparentemente paradoxal de clusters industriais num contexto contemporâneo, mas enfatiza aspectos relacionais, sociais e contextuais do comportamento económico, particularmente a importância do conhecimento tácito. A principal diferença entre estes dois tipos é a ênfase do NEG2 em aspectos do comportamento económico que o NEG1 considera intangíveis. Ambas as Novas Geografias Económicas reconhecem os custos de transporte, a importância do conhecimento numa nova economia, os possíveis efeitos das externalidades e os processos endógenos que geram aumentos na produtividade. Os dois também partilham o foco na empresa como a unidade mais importante e no crescimento, e não no desenvolvimento das regiões. Como resultado, o impacto real dos clusters numa região recebe muito menos atenção, em relação ao foco no agrupamento de actividades relacionadas numa região. 
Contudo, o foco na empresa como principal entidade significativa dificulta a discussão da Nova Geografia Económica. Limita a discussão num contexto nacional e global e confina-a a um contexto de menor escala. Também impõe limites à natureza das atividades da empresa e à sua posição na cadeia de valor global. Desafia-se a ideia de empresa através de abordagens de investigação-acção e do mapeamento de formas organizacionais e suas ligações. Em suma, o foco na empresa em novas geografias económicas é subteorizado no NEG1 e subcontextualizado no NEG2, o que limita a discussão do seu impacto no desenvolvimento económico espacial. 
As divisões espaciais dentro dessas geografias emergentes da Nova Economia são aparentes na forma de divisão digital, como resultado de regiões que atraem trabalhadores talentosos de desenvolver habilidades em nível local. Apesar da crescente interconectividade através do desenvolvimento de tecnologias de informação e comunicação, o mundo contemporâneo ainda é definido pelas suas crescentes divisões sociais e espaciais, a maioria das quais são cada vez mais baseadas no género. Essa divisões espaciais através das características dos bens de conhecimento na Nova Economia: bens definidos por sua expansibilidade infinita, ausência de peso e não rivalidade. As divisões sociais são expressas através de uma nova segregação espacial que ilustra a classificação espacial por rendimento, etnia, capacidades, necessidades e preferências de estilo de vida. A segregação no emprego é evidenciada pela sobre-representação de mulheres e minorias étnicas em empregos com salários mais baixos no setor dos serviços. Estas divisões na nova economia são muito mais difíceis de superar devido à existência de poucas vias claras de progressão para empregos mais qualificados. 